# Nordbro
Nordbro er et boligbyggeri med studielejligheder på Borgmestervangen tæt ved Nørrebro Station på Nørrebro. I byggeriet indgår et tårn på 96 meter og med 29 etager. Øverst på 29. etage ligger Københavns højst beliggende offentligt tilgængelige udsigtspunkt.